# Eukoenenia ferratilis
Espèce
Eukoenenia ferratilis est une espèce de palpigrades de la famille des Eukoeneniidae.

## Distribution
Cette espèce est endémique du Minas Gerais au Brésil. Elle se rencontre dans des grottes à Moeda et Brumadinho.

## Description
Le mâle holotype mesure 0,910 mm et les femelles de 0,985 à 1,240 mm.

## Publication originale
- Souza & Ferreira, 2011 : A new species of Eukoenenia (Palpigradi: Eukoeneniidae) from Brazilian iron caves. Zootaxa, no 2886, p. 31–38.